# Holon

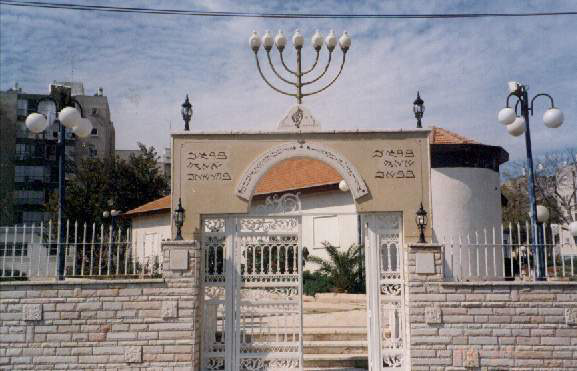
En samaritansk synagoga i Holon

Holon (på hebreiska: חוֹלוֹן) är en stad i Israel med 200 000 invånare. Staden ligger vid kusten strax söder om Tel Aviv. I Holon finns det näst största industriområdet i Israel och världens största befolkning av samaritaner. 
Vinnaren av Eurovision Song Contest 1998, Dana International kommer från staden.